# Otto Braunfels
Otto Braunfels (* 9. September 1841 in Frankfurt am Main; † 16. Juli 1917 ebenda) war ein deutscher Bankier, Mäzen und liberaler Politiker.

## Familie
Otto Braunfels wurde als Jesaias Hochstädter geboren. Sein Vater war der Lehrer am Philanthropin (* 25. Juni 1805; † 30. Juni 1841), seine Mutter dessen Ehefrau Fanny geborene Schreyer (* 22. September 1808; † 26. September 1885). Beide Eltern waren jüdischen Glaubens. Der Vater starb noch vor seiner Geburt. Die Mutter heiratete 1852 in Frankfurt in zweiter Ehe Ludwig Braunfels. Dieser war 1835 zum evangelischen Glauben konvertiert. 1861 adoptierte Ludwig Braunfels Otto, der danach den Namen Braunfels führte und ebenfalls zum evangelischen Glauben konvertierte.
Braunfels heiratete am 29. Mai 1870 in Quedlinburg Ida geborene Spohr (* 20. Mai 1846 in Harzgerode; † 23. März 1918 in Frankfurt am Main), die Tochter des Amtsphysikus Franz Spohr. Die Familie wohnte in Frankfurt in der Villa Kissel.

## Leben
Braunfels besuchte die Volksschule und absolvierte danach eine Banklehre in Frankfurt am Main und Paris (beim Diamantenhaus Halphen). Für das Diamantenhaus Halphen war er ab seinem 20. Lebensjahr als Repräsentant in New York tätig, wo er auch Bankinteressen vertrat. 1871 kehrte er als Multimillionär nach Frankfurt zurück. Dort wurde er bei der Bank Jacob S.H. Stern erst Prokurist, dann Teilhaber und schließlich im Jahr 1900 Seniorchef. Außerdem gehörte er den Aufsichtsräten der Deutschen Bank, der Deutsch-Asiatischen Bank, der Deutschen Treuhandgesellschaft, der Schantung-Bahn, der Bagdad-Bahn und der Metallbank an. Er vertrat zudem die Bank Jacob S.H. Stern im Zentralausschuss der Reichsbank und war Berater von Finanzminister Johannes von Miquel. Seit 1907 trug er den Titel eines Geheimen Kommerzienrates und war spanischer Konsul.

## Politik
Zwischen 1885 und 1908 war er Frankfurter Stadtverordneter für den Nationalliberalen Verein. 1905 bis zu seinem Tode 1917 gehörte er dem Nassauischen Kommunallandtag an.

## Stiftungen
Er war Gründer der „Otto und Ida Braunfels-Stiftung“ und des „Anni-Heims“. Er trug maßgeblich zum Stiftungsvermögen der Johann Wolfgang Goethe-Universität Frankfurt am Main und der Akademie für praktische Medizin bei.